# بستان (إيران)
بستان أو بسيتين هي مدينة عربية إيرانية تقع في بلدة بستان من مقاطعة دشت آزادغان في محافظة خوزستان. حسب إحصاءات المركز الرسمي للإحصاءات الإيرانية في 2006 كان يسكن بستان 7314 شخص.